# 360°
Ne doit pas être confondu avec 360 degrés.
360° est un magazine francophone suisse paru entre 1998 et 2023.  
Édité par l'association Presse 360, le titre traitait des thématiques LGBT, d’autres questions pratiques, sociales ou politiques, ainsi que de l’actualité culturelle et associative en Suisse romande.

## Histoire
Créé en 1998 en tant que bimensuel, le titre s’est développé sous différents formats avant de devenir mensuel (10 numéros par an) en 2003. Il est tiré à 5 000 exemplaires à ses débuts. En 2018, le journal était tiré à 10 000 exemplaires. Il est le seul magazine LGBTIQ+ en Suisse romande.
Il est né d'un financement obtenu grâce à des soirées du bar Chez Brigitte, premier squat gay de Genève, rue Prévost-Martin, selon son ancien rédacteur en chef Guillaume Renevey, ainsi que de la première Pride romande, à Genève en 1997. Sa première rédactrice en chef était Cathy Macherel, également journaliste à la Tribune de Genève. Esther Paredes participe à la rédaction et au lancement,. Il a pour principales caractéristiques une double mixité homo/hétéro et hommes/femmes et la volonté de faire sortir les thématiques LGBT du ghetto gay et lesbien pour promouvoir la mixité et une stratégie d'ouverture pour sortir des ghettos identitaires,. 

Le magazine fait partir des actions menées par 360 visant le décloisonnement des communautés LGBTIQ qui comporte trois axes, le magazine, l'association 360 et les fêtes 360 fever. Ainsi, selon Rolan Delorme qui s'exprimait en 2018 : 
Il y a 20 ans, les lesbiennes étaient d'un côté, les gays de l'autre. Et ils ne se mélangeaient pas aux hétérosexuels. 
Lors de sa sortie, les emplacements publicitaires sont tous vendus, les annonceurs principaux étant une compagnie aérienne, une marque de cigarettes, un cabinet d'assureur et Métrociné. 
En 2021 le magazine change son design, désormais conçu par le studio Balmer Hählen et un nouveau rédacteur en chef, Alexandre Lanz, est engagé.
Le magazine sort son dernier numéro, le 228e, le 30 novembre 2023, victime de la baisse de la publicité et, dans une moindre mesure, de la hausse des coûts de fabrication.

## Diffusion
Distribué par abonnements, 360° a pour particularité d’être également disponible gratuitement dans de nombreux lieux de convivialité en Suisse et dans les régions françaises limitrophes de l'Ain et de la Haute-Savoie.